# Pistolet Erma EP552/EP555
Erma EP552/EP555 – niemieckie pistolety samopowtarzalne. Przeznaczone do samoobrony. Obydwa wzory były wzorowane zewnętrznie na klasycznym Waltherze PPK, ale różniły się budową wewnętrzną. EP552 był zasilany amunicją .22 Long Rifle, a EP555 6,35 mm Browning. Oba wzory wyposażone były w mechanizm spustowy SA/DA. Skrzydełko bezpiecznika po lewej stronie zamka, bezpiecznik blokował iglicę. Zatrzask magazynka u dołu chwytu pistoletowego. 